# Cornelis Anthonisz
Cornelis Anthonisz (Amsterdam, 1499 – Amsterdam, 1553) è stato un pittore olandese.
Divenne celebre per aver dipinto nel 1533 il banchetto di 17 guardie civiche, presentandosi così come uno dei più autorevoli ritrattisti di gruppo dell'epoca.

## Opere

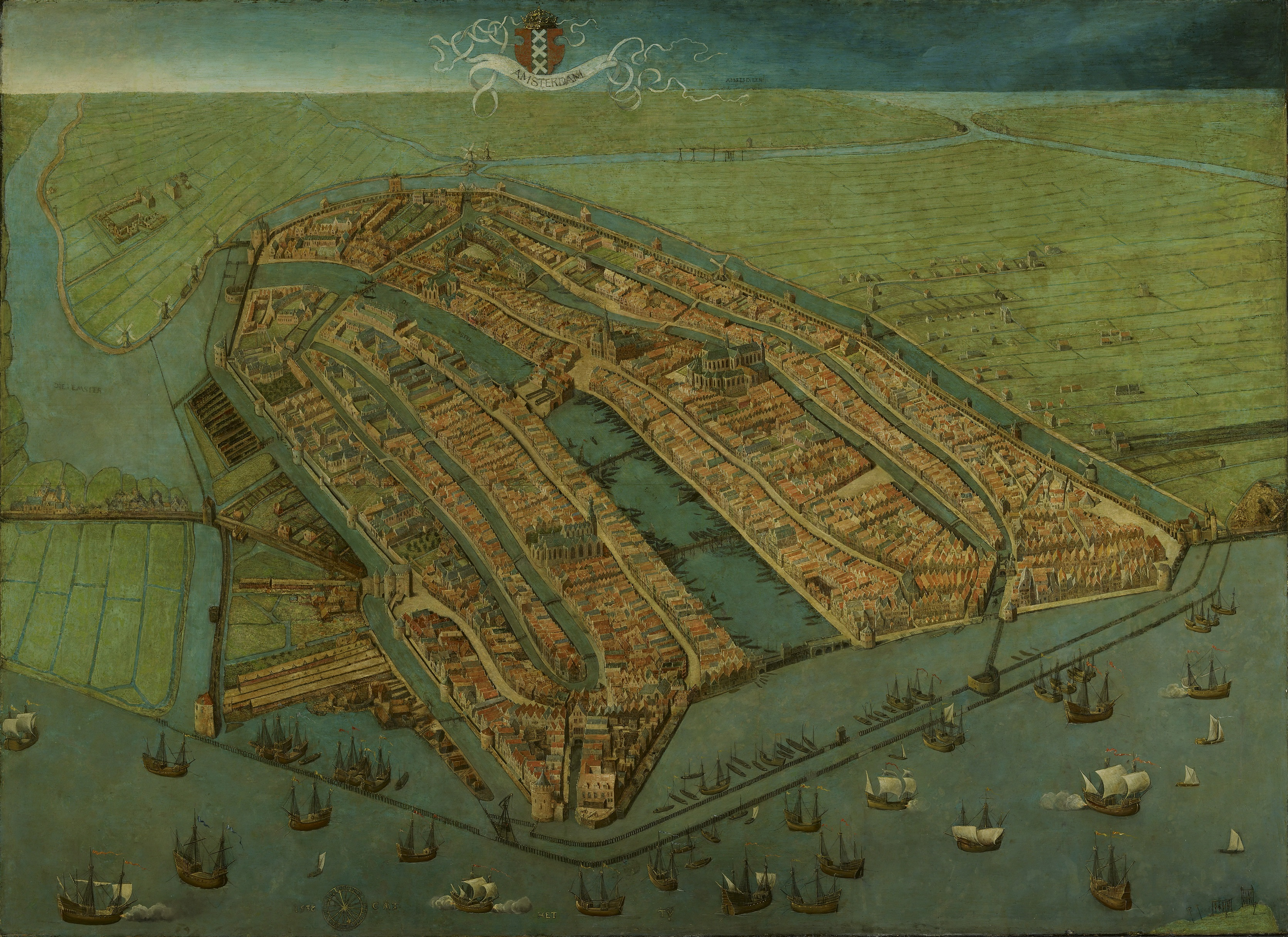
Vogelvluchtkaart – Veduta di Amsterdam - Prospettiva "a volo d'uccello" (1538) Dipinto
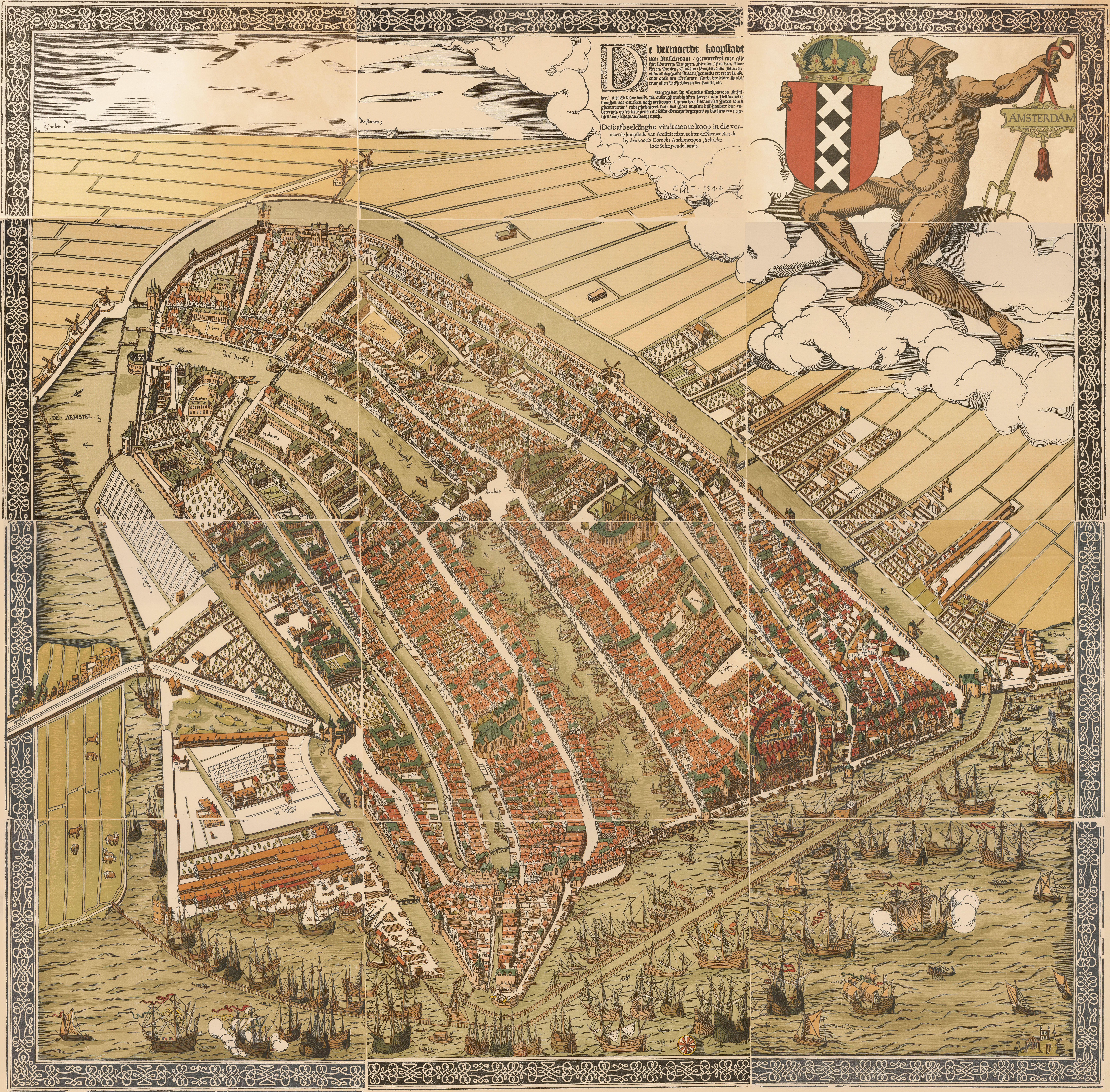
Vogelvluchtkaart (Veduta a volo d'uccello) – Amsterdam (1544) - intaglio in legno
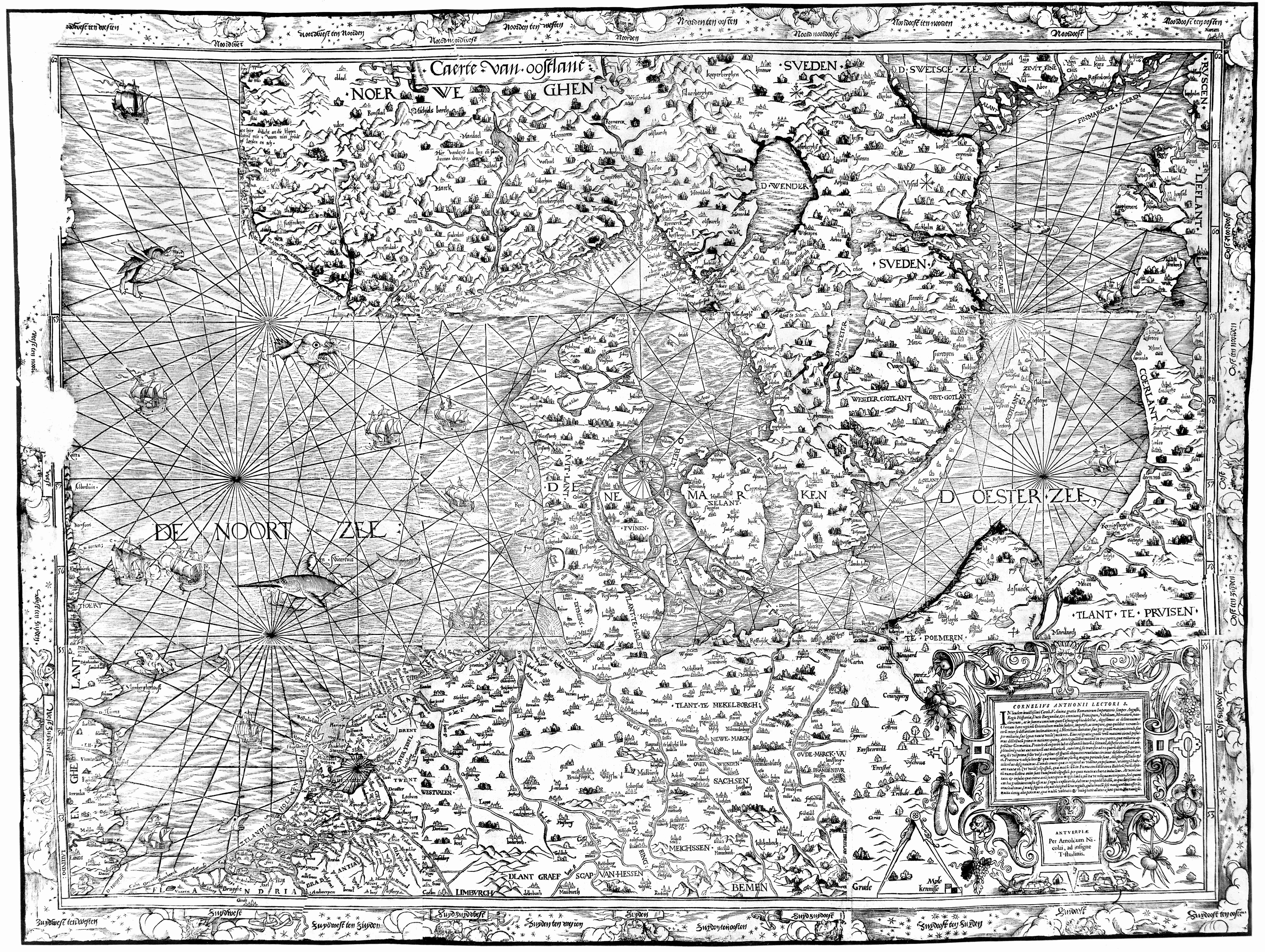
Caerte van Oostlant – Carta del Mare del Nord e del Mar Baltico (ca. 1560)
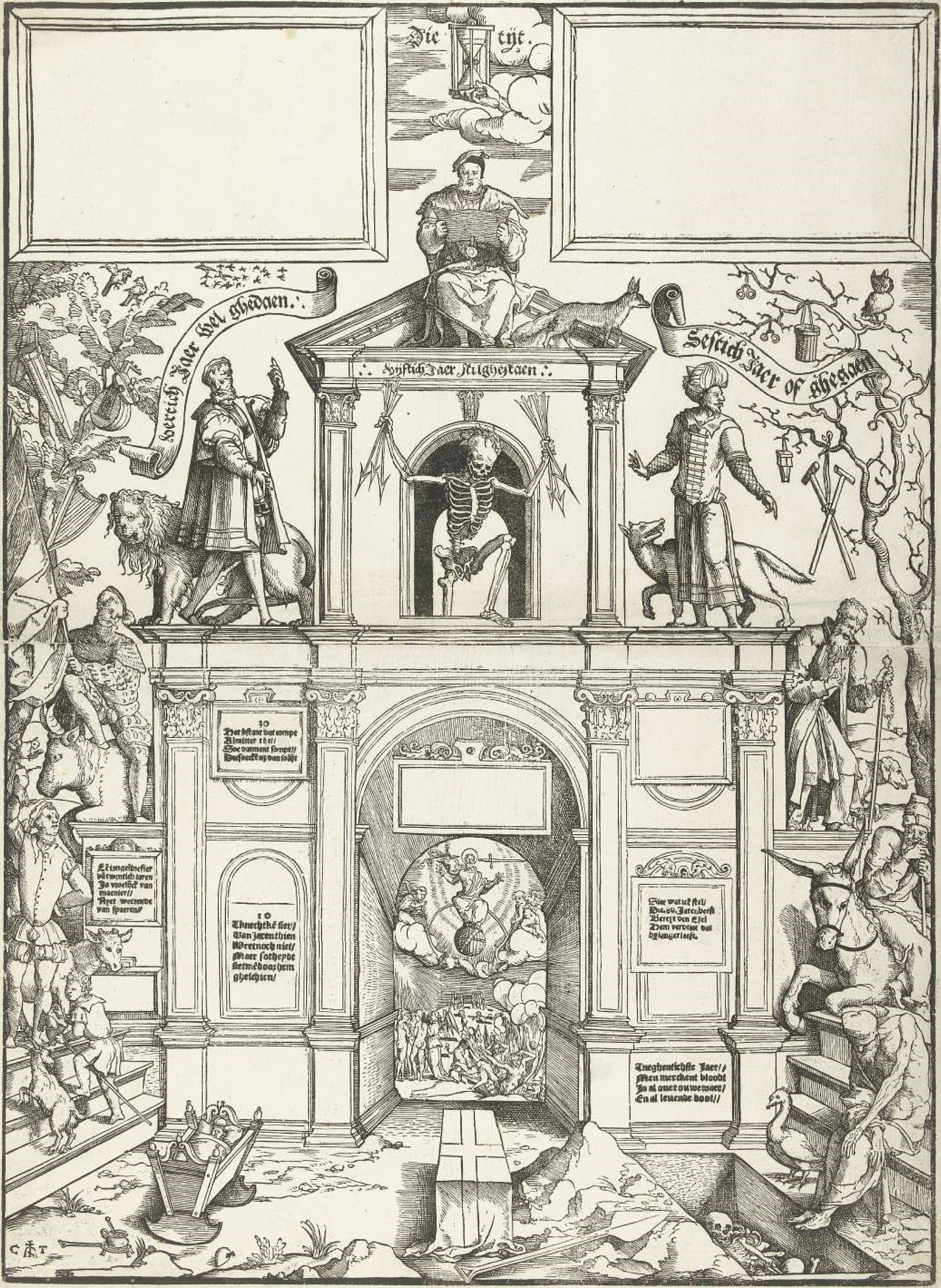
De trap des levens – La scala della vita (ca. 1550)
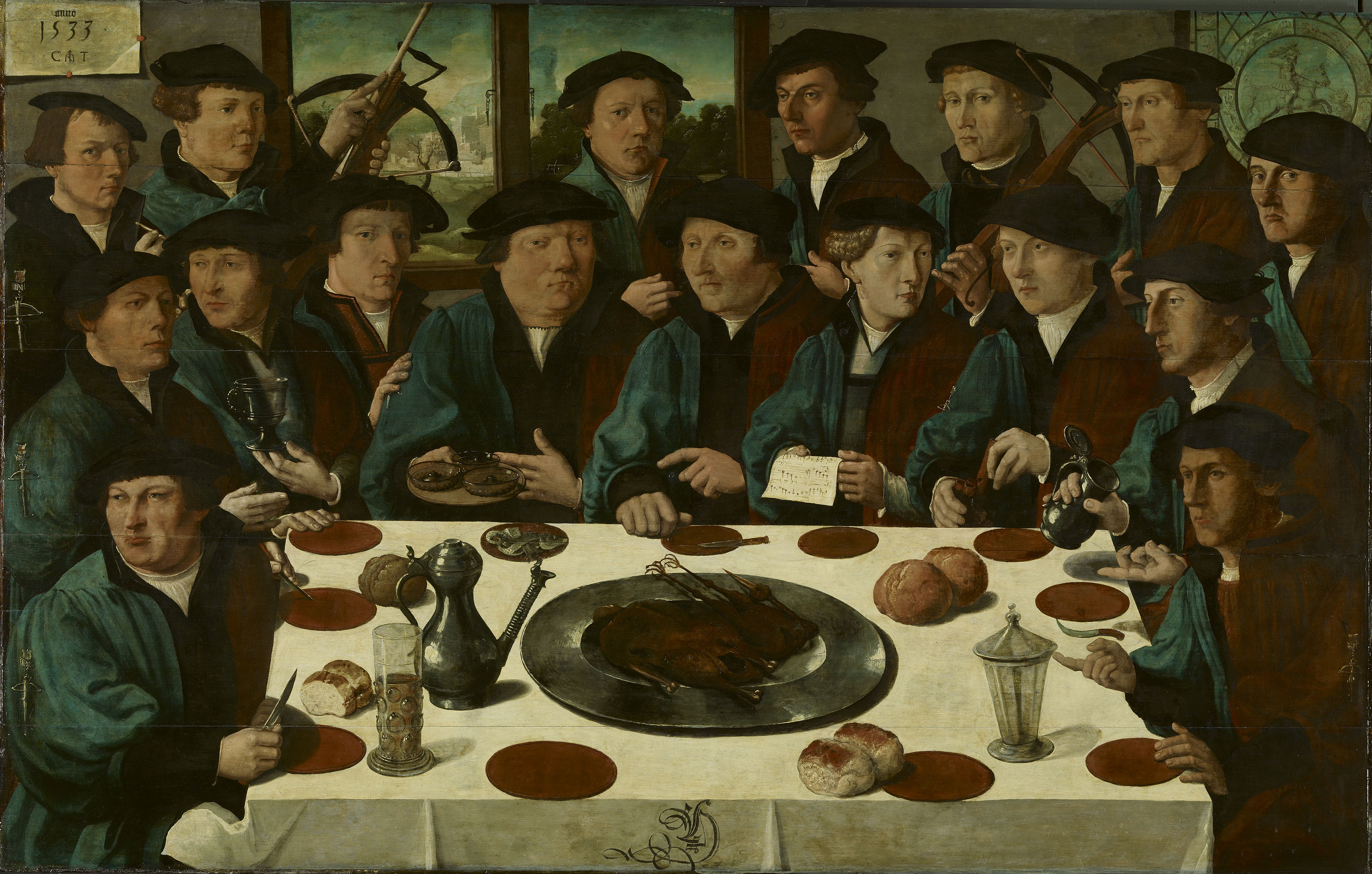
Braspenningsmaaltijd – Banchetto di una gilda di tiratori (1533)
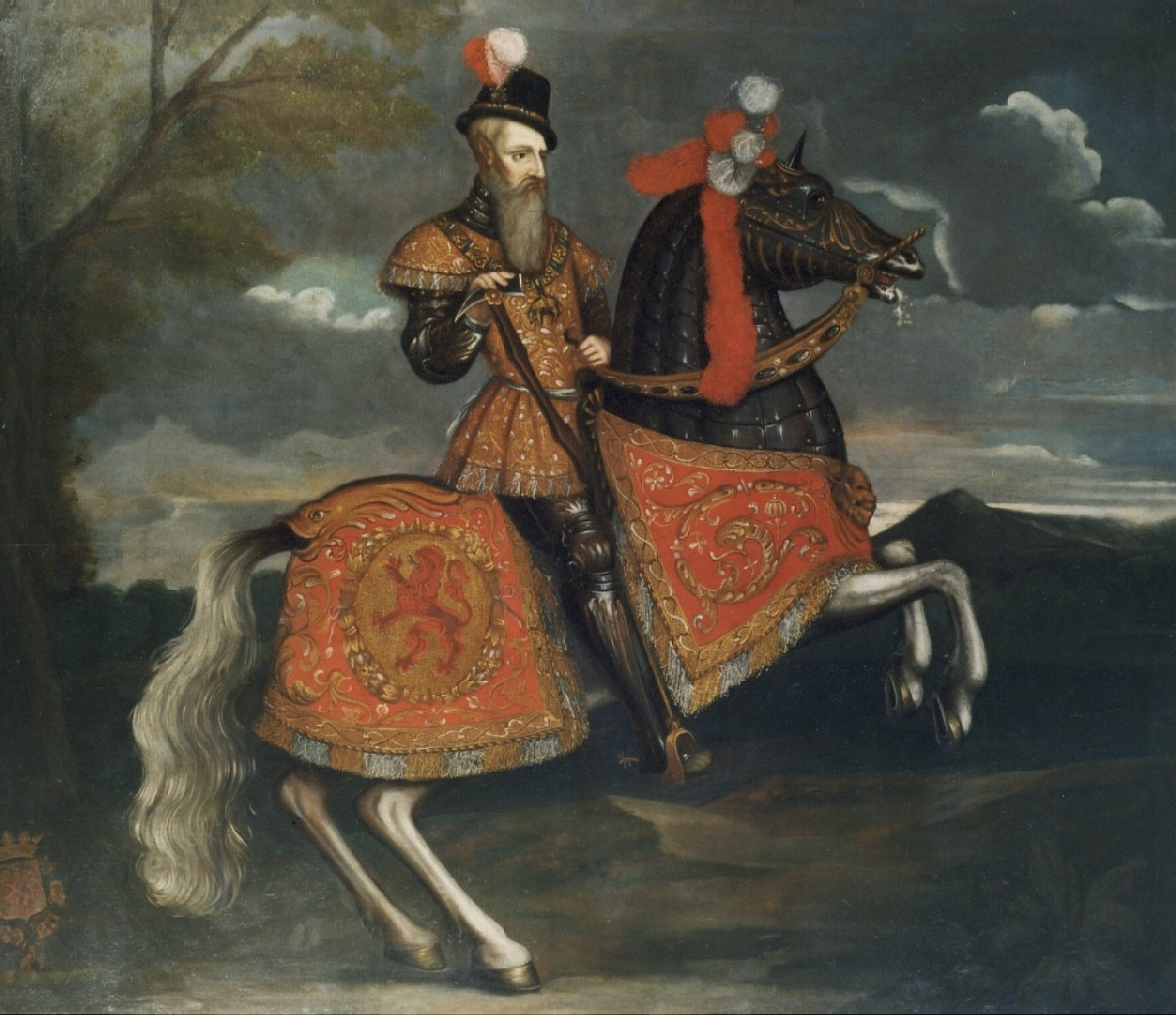
Reinoud III van Brederode – Ritratto equestre (ca. 1550)